# Diascia ramosa
Diascia ramosa là một loài thực vật có hoa trong họ Huyền sâm. Loài này được Scott-Elliot mô tả khoa học đầu tiên năm 1891.